# Hildesheimi egyházmegye
A Hildesheimi egyházmegye (latinul: Dioecesis Augustanus Vindelicorum, németül: Bistum Hildesheim) németországi római katolikus egyházmegye. Alapítása a 9. század elejére tehető. Az újkor kezdetén Hildesheim környéke a reformáció egyik központjává vált, ám a katolikus egyházmegye ennek ellenére életben tudott maradni.
Az egyházmegye a hamburgi érsek alá tartozik, jelenlegi püspöke Heiner Wilmer. Székesegyháza a hildesheimi Nagyboldogasszony-katedrális.

## Története

### Alapítása
Az egyházmegyét missziós püspökségként alapították 800-ban, miután a Frank Birodalom foglalta el a területet. A püspökség központja ekkor még Elze volt, 815-től kezdve viszont már Hildesheim városa: innen számítjuk a püspökség megalapítását. A ma is álló székesegyházat Altfrid püspök kezdte el építeni 872-ben. Az egyházmegye híres székesegyházi iskolájának is köszönhetően a 12. századra a Német-római Birodalom egyik tudományos és kulturális központja lett. Ez részben Szent Bernward és Szent Gotthárd püspökök munkájának köszönhető.

### A Német-római Birodalomban
1235-ben a mainzi birodalmi gyűlésen II. Konrád püspök hercegi rangot kapott, s a királyi birtokadományozásoknak köszönhetően immár világi uralkodóvá is vált. Konrádhoz kötődik a szerzetesi élet felvirágoztatása is, ő hívta be ugyanis a ferenceseket és a domonkosokat is. Ennek köszönhetően a 15. század végére közel 50 kolostor és rendház működött az egyházmegyében.
A reformáció időszaka alatt a környéken a folyamatos politikai konfliktusok miatt gyorsan terjedtek az új tanok. Szinte az összes állam és így a lakosság nagy része is az új vallásokra tért át. 1542-ben Hildesheim városa is protestáns lett, sőt 1546-ban a székesegyházat is bezárták. Burkhard püspök azonban uralkodása alatt (1557-1573) megújította az egyházmegyét és sikeresen visszaszorította a reformációt, és így fenn tudta tartani a katolikus püspökséget a protestáns államok ölelésében. 1573-tól közel kétszáz éven át a bajor Wittelsbach-dinasztia adta az egyházmegye püspökeit. A Wittelsbach püspökök nemcsak Hildesheim, hanem több más város püspöki címét is viselték egyidejűleg. Így például Paderborn, Regensburg püspökei, illetve Köln érsekei és e minőségükben Köln választófejedelmei is voltak. Ennek köszönhetően igen nagy hatalommal bírtak, ami lehetőséget teremtett egyházmegyéik, így Hildesheim felvirágoztatására is. A Wittelsbachok után a püspökség hanyatlásnak indult. A német szekularizációs hullám aztán Hildesheimot is elérte: 1802-ben a püspök minden birtoka a Porosz Királyságra, majd a Vesztfáliai Királyságra, 1816-ban pedig a Hannoveri Királyságra szállt.

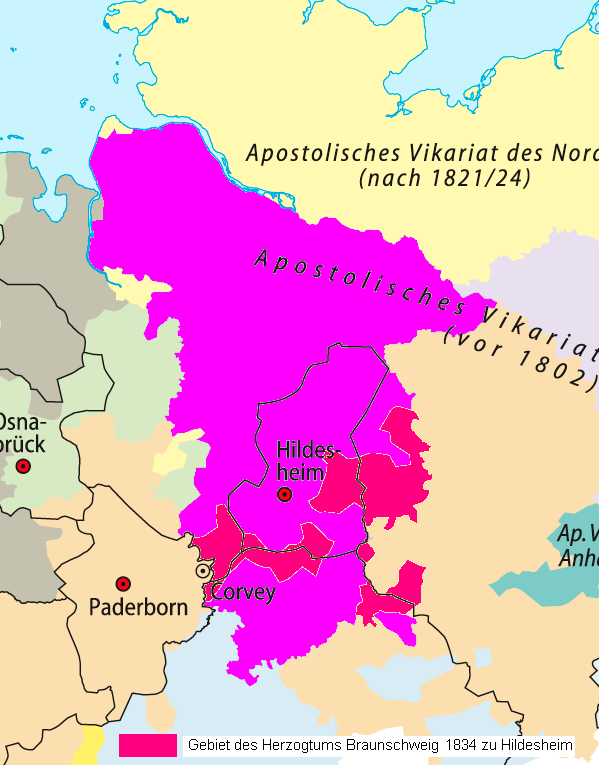
Az egyházmegye határa 1802 előtt (fekete vonallal), és az új egyházmegye területe 1824 után (magenta).

### A modern egyházmegye
Több német államhoz hasonlóan Hannover is igyekezett rendezni viszonyát a Szentszékkel amelynek fontos eleme volt az egyházmegyék rendezése az egykori Német-római Birodalom területén. 1824-ben XII. Leó pápa Impensa Romanorum Ponticum kezdetű bullájával újjászervezte a püspökséget, melynek így 815-ös alapítása óta először változtak meg határai. A bullával a Hannoveri Királyság területét két egyházmegyére osztották: Hildesheim és Osnabrück. Hannover azt is el tudta érni, hogy ne kerüljön más államhoz tartozó érsekség alá a két egyházmegye, hanem exempt, azaz közvetlenül a Szentszék alá tartozóak legyenek. Az egyházmegye a Hannoveri Királyság 1866-os megszűnését követően is változatlan formában maradt fenn egészen 1930-ig, amikor Paderborn szuffragáneusa lett.
A 19. század második felében a katolikus közösség gyorsan fejlődött. 1830 körül 60000 hívőt számlált az egyházmegye, a század végére pedig már több mint 200 000-et. Ezt a növekedést csak a Kulturkampf időszaka akasztotta meg, amikor súlyos hátrányok érték a katolikusokat Németország-szerte. A második világháborút követően újra növekedni kezdett a katolikus népesség, ami elsősorban a bevándorlással magyarázható. 1998-tól a Hamburgi főegyházmegye alá tartozik.

## Egyházszervezet
A Hildesheimi egyházmegye Németország egyik legnagyobb területű egyházmegyéje. Alsó-Szászország és Bréma tartományok területén fekszik mintegy 30 000 km²-en. A hívők száma 610 000 fő, mely alig több, mint lakosság 10%-a. 17 espereskerületben 119 plébániaközösség működik.

## Az egyházmegye püspökei

### Hildesheim püspökei
- Gunthar	 (815?	-	834?)
- Rembert	 (834?	-	845)
- Ebbo	 (845	-	851)
- Szent Altfrid	 (851	-	874)
- Szent Markward	 (874	-	880)
- Wigbert	 (880	-	903 vagy 908)
- Waldbert	 (903 vagy 908	-	919)
- Sehard	 (919	-	928)
- Diethard, O.S.B.	 (928	-	954)
- Otwin	 (954	-	984)
- Osdag	 (985	-	989)
- Gerdag	 (990	-	992)
- Szent Bernward	 (993	-	1022)
- Szent Gotthárd	 (1022	-	1038)
- Dithmar	 (1038	-	1044)
- Azelin	 (1044	-	1054)
- Hezilo	 (1054	-	1079)
- Udo, von Gleichen-Rheinhausen	 (1079	-	1114)
- I. Berthold, von Alvensleben	 (1119	-	1130)
- I. Bernát	 (1130	-	1153)
- Brúnó	 (1153	-	1161)
- Herman	 (1162	-	1170)
- Adelog, von Dorstadt	 (1171	-	1190)
- Berno	 (1190	-	1194)
- I. Konrád, von Querfurt, birodalmi kancellár	 (1194	-	1198)
- Hartbert	 (1199	-	1216)
- I. Siegfried, von Lichtenberg	 (1216	-	1221)

### Hildesheim hercegpüspökei
- II. Konrád, von Riesenberg	 (1221	-	1246)
- I. Henrik, von Wernigerode	 (1246	-	1257)
- I. János, von Brakel	 (1257	-	1260)
- I. Ottó, von Braunschweig-Lüneburg	 (1260	-	1279)
- II. Siegfried, von Querfurt	 (1279	-	1310)
- II. Henrik, von Woldenberg	 (1310	-	1318)
- II. Ottó, von Woldenberg	 (1319	-	1331)
- III. Henrik, von Braunschweig-Lüneburg	 (1331	-	1362)
- II. János, Schadland	 (1363	-	1365)
- Gerard, von Berg	 (1365	-	1398)
- III. János, von Hoya	 (1398	-	1424)
- Magnus, von Sachsen-Lauenburg	 (1424	-	1452)
- II. Bernát, braunschweig-lüneburgi herceg	 (1452	-	1458)
- I. Ernő, von Schauenburg	 (1458	-	1471)
- Henning, von Haus	 (1471	-	1481)
- II. Berthold, von Landsberg	 (1481	-	1502)
- II. Erik, von Sachsen-Lauenburg	 (1502	-	1503)
- V. János von Sachsen-Lauenburg	 (1503	-	1527)
- Baltazár, Merklin, konstanzi püspök	 (1527	-	1531)
- III. Ottó, von Schauenburg	 (1531	-	1537)
- Bálint, von Teutleben	 (1537	-	1551)
- Frigyes, dán herceg, schleswigi püspök	 (1551-1556)[1]
- Burchhard, von Oberg	 (1557	-	1573)
- II. Ernő, bajor herceg, kölni érsek és választófejedelem	 (1573	-	1612)
- Ferdinánd, bajor herceg, kölni érsek és választófejedelem	 (1612	-	1650)
- Miksa Henrik, bajor herceg, kölni érsek és választófejedelem	 (1650	-	1688)
- Jobst Edmund, von Brabeck	 (1688	-	1702)
- József Kelemen, bajor herceg, kölni érsek és választófejedelem	 (1702	-	1723)
- Kelemen Ágost, bajor herceg, kölni érsek és választófejedelem	 (1724	-	1761)
- Frigyes Vilmos, von Westphalen	 (1763	-	1789)
- Ferenc Egon, von Fürstenberg	 (1789	-	1803/1825)

### Hildesheim püspökei 1825-től

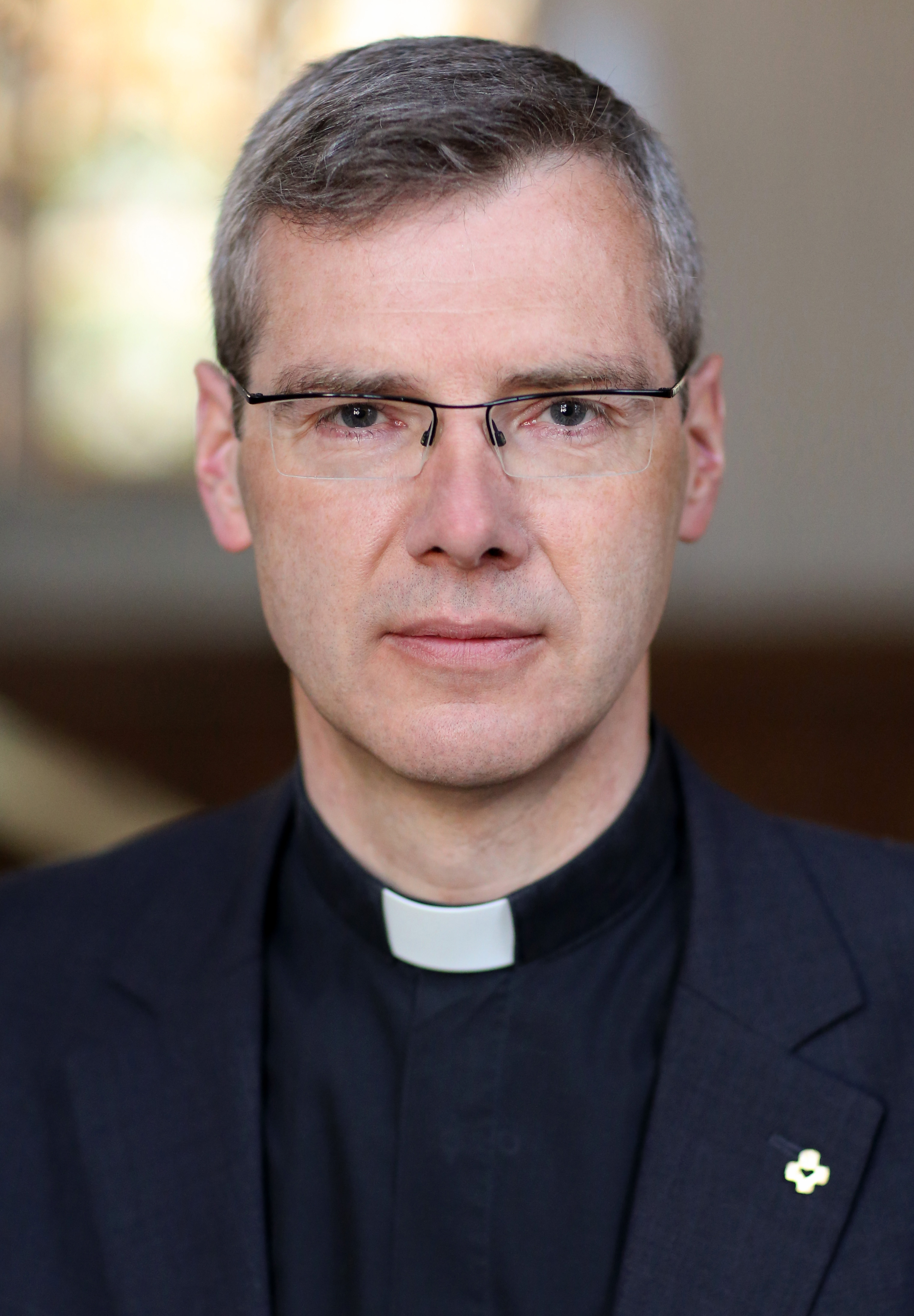
Heiner Wilmer

- Karl von Gruben, apostoli kormányzó	 (1825	-	1829)
- Godehard Joseph Osthaus	 (1829	-	1835)
- Franz Ferdinand Fritz	 (1836	-	1840)
- Jakob Joseph Wandt	 (1841	-	1849)
- Eduard Jakob Wedekin	 (1849	-	1870)
- Wilhelm Sommerwerk	 (1871	-	1905)
- Adolf Bertram	 (1906	-	1914)
- Joseph Ernst	 (1915	-	1928)
- Nikolaus Bares	 (1929	-	1934)
- Joseph Godehard Machens	 (1934	-	1957)
- Heinrich Maria Janssen	 (1957	-	1982)
- Josef Homeyer	 (1983	-	2004)
- Norbert Trelle	 (2006	-	2017)
- Heiner Wilmer	 (2018	 -	 )

## Szomszédos egyházmegyék
- Paderborni főegyházmegye (délnyugat)
- Osnabrücki egyházmegye (nyugat)
- Münsteri egyházmegye (északnyugat)
- Hamburgi főegyházmegye (észak)
- Berlini főegyházmegye (északkelet)
- Magdeburgi egyházmegye (kelet)
- Erfurti egyházmegye (délkelet)
- Fuldai egyházmegye (dél)